# Joachim Haupt
Joachim Haupt (* 7. April 1900 in Frankfurt (Oder); † 13. Mai 1989 in Neustadt am Rübenberge; Pseudonym: Winfrid) war ein deutscher Politiker (NSDAP).

## Leben und Wirken
Haupt stammte aus einer Beamtenfamilie. Sein Vater verstarb früh. Er besuchte das Friedrichgymnasium in Frankfurt (Oder) und in den letzten Kriegsjahren die Königlich Preußische Hauptkadettenanstalt in Berlin-Lichterfelde, die er 1919 mit dem Abitur abschloss. Nach dem Krieg schloss er sich dem Freikorps Maercker an. Anschließend studierte er von 1920 bis 1928 Philosophie an den Universitäten in Kiel, Frankfurt am Main und Greifswald. Sein Studium finanzierte Haupt durch Werkarbeit, auch unter Tage.
Als Student gründete Haupt 1921 in Frankfurt eine nationalsozialistische Arbeitsgemeinschaft. Zuvor hatte er bereits eine Programmzeitschrift vom deutschen Nationalsozialismus herausgegeben. Haupt war seit 1922 führendes Mitglied der Nationalsozialistischen Deutschen Arbeiterpartei (NSDAP) in Norddeutschland. Haupt war 1922 Gründer und bis 1923 Schriftleiter der Zeitung Pommerscher Beobachter, die später in der Zeitung Norddeutscher Beobachter aufging. Zum 25. Februar 1927 trat er der NSDAP bei (Mitgliedsnummer 57.087). In Kiel gründete und leitete er den NS-Studentenbund (NSDStB). Von 1926 bis 1928 war er Hochschulgruppenführer des NSDStB in Kiel und organisierte an der Kieler Christian-Albrechts-Universität Ausschreitungen der NS-Studentenschaft. Zu dieser Zeit war Haupt auch ein Anwärter auf den Posten des Führers des NSDStB, der schließlich an seinen Konkurrenten Baldur von Schirach vergeben wurde. Später stand Haupt erneut in Konkurrenz zu von Schirach um ein wichtiges Parteiamt, namentlich um das des Führers der Hitler-Jugend, um das er sich als Kandidat von Ernst Röhm bewarb. Hitler unterstützte die Ernennung Haupts zwar eine Zeit lang, entschied sich schließlich aber doch für Schirach.
1929 promovierte Haupt bei den Professoren Freyer und Litt in Leipzig. Ab 1928 lehrte er als Studienassessor in Kiel und Ratzeburg sowie an der Staatlichen Bildungsanstalt Plön, wo er 1931 nach wiederholter Verwarnung wegen nationalsozialistischer Beeinflussung der Schüler und homoerotischer Beziehungen durch Oberpräsident Kürbis entlassen wurde. Von 1931 bis 1933 war er Schriftleiter der Niedersächsischen Tageszeitung in Hannover. Daneben steuerte er auch regelmäßig Artikel für den Völkischen Beobachter bei. Haupt war 1932–1933 Abgeordneter für die NSDAP im Preußischen Landtag.
Nach der nationalsozialistischen „Machtergreifung“ 1933 wurde Haupt als Ministerialrat ins Preußische Ministerium für Wissenschaft, Kunst und Volksbildung (PMWKV) berufen, das am 1. Mai 1934 zum Reichsministerium für Wissenschaft, Erziehung und Volksbildung wurde. Dort unterstand er dem neuernannten Minister Bernhard Rust. Im September desselben Jahres wurde er SA-Sturmbannführer. Haupt war von November 1933 bis April 1934 kommissarischer Leiter der Universitätsabteilung des PMWKV. Im April 1934 wurde er Inspekteur der Landesverwaltung der Nationalpolitischen Erziehungsanstalten (NAPOLAs). Haupt gilt als der Erfinder des Begriffs der Nationalpolitischen Erziehungsanstalt, den er in bewusster Abgrenzung gegenüber anderen Parteiorganisationen, wie etwa der HJ, gewählt haben soll. Die eigentliche Idee zur Errichtung der NAPOLAs stammte ebenfalls von Haupt, der damit beabsichtigte „einen neuen Schultyp [zu] schaffen, in dem die Idee einer NS-Gemeinschaftserziehung Wirklichkeit werden sollte.“ Die Landesverwaltung wurde schließlich von der allgemeinen Schulverwaltung abgetrennt, um den normalisierenden Einfluss auf die Ausleseschulen zu eliminieren.
Während der politischen Säuberungswelle der Nationalsozialisten vom Frühsommer 1934, die später unter der Propagandabezeichnung als „Röhm-Putsch“ bekannt wurde, entkam Haupt, der als Freund Ernst Röhms ins Visier der SS geraten war, nur knapp der Ermordung.
Im Oktober 1935 wurde Haupt durch die Gestapo verhaftet. Im November 1935 wurde er auf Drängen Heinrich Himmlers von Rust wegen angeblicher homosexueller Verfehlungen entlassen. Tatsächlicher Anlass war das Bestreben Haupts, die NAPOLAs als staatliche Einrichtung zu erhalten und ihre Übernahme durch die HJ und die SS zu verhindern. Sein Amtsnachfolger wurde August Heißmeyer. 1938 erfolgte sein Ausschluss aus der NSDAP nach langem Prozess.
Anschließend arbeitete Haupt als Landwirt und Schriftsteller. Im Zweiten Weltkrieg wurde er zur Wehrmacht eingezogen und kämpfte von 1939 bis 1945 in Polen und Norwegen. Von 1945 bis 1947 war Haupt Kriegsgefangener in den Lagern Gadeland und Eselsheide.
1953 war er aushilfsweise Lehrer an der Leibnizschule Hannover. 1955 war Haupt vermutlich Lehrer an der Privaten höheren Schule Kiel-Wik. Danach lehrte Haupt an der Höheren Handelsschule in Kiel-Ravensberg, der am 1. Juni 1956 wiedereröffneten Technischen Marineschule in Kiel und der Bundeswehrfachschule in Hannover.

### Haupts politische Vorstellungen
In den Monaten nach der nationalsozialistischen Machtübernahme profilierte Haupt sich im Hochschulbereich als Vertreter eines antibürgerlichen, „linken“ Nationalsozialismus. In einer vielzitierten Rede polemisierte er 1933 gegen die Hochschätzung der „sogenannten Bildung“ („Bildungsschwindel“) und gegen die „Wiederherstellung der bürgerlichen Moral“. Sich selber sah er als Vertreter einer Minderheit, die einen „interessanten“ Nationalsozialismus vertrat – im Gegensatz zum „langweiligen“ Nationalsozialismus der Mehrheit:
"Der langweilige Nationalsozialismus, der augenblicklich in Deutschland sich breit macht, bestrebt die Wiederherstellung der alten guten Sitten:
Die unanständigen Bücher werden wieder verboten, die Nachtlokale werden wieder geschlossen, man benimmt sich wieder sittsam. Der langweilige Nationalsozialismus ist die Wiederherstellung der bürgerlichen Moral. Es gibt aber daneben und zwar im Kreise der Minderheit noch einen interessanten Nationalsozialismus ... Diese beiden Richtungen werden sich im Laufe der Zeit recht weit voneinander entfernen. Zu dem interessanten Nationalsozialismus gehört der Sozialismus, die Verstaatlichung der Banken, der Wehrsport und noch vieles andere"

## Schriften (Auswahl)
In der Sowjetischen Besatzungszone wurden seine Schriften Neuordnung im Schulwesen und Hochschulwesen (Heymann, Berlin 1933), Sinnwandel der formalen Bildung (Armanen-Verlag, Leipzig 1935) und Nationalerziehung (Beyer, Langensalza 1936) sowie in der Deutschen Demokratischen Republik Völkisch oder national? Eine grundlegende Auseinandersetzung mit der deutsch-„nationalen“ Oberschicht (Deutscher Volksverlag, München 1924) auf die Liste der auszusondernden Literatur gesetzt.
- Völkisch oder National?, 1924.
- Neuordnung im Schulwesen und Hochschulwesen, 1933.
- Sinnwandel der formalen Bildung, 1935.